# 碘坑
碘坑，是由于反应堆堆芯中短寿命中子毒物的累积而导致核反应堆反应性降低。主要原因是主要由135 I的自然衰变产生的同位素135 Xe 。 135 Xe 是已知最强的中子吸收剂。135I也是弱中子吸收剂。当135 Xe 在反应堆的燃料棒中积聚时，它会吸收大量引发核反应的中子，从而显着降低其反应性。
反应堆中135 I 和135 Xe 的存在是控制棒位置改变后引起功率波动的主要原因之一。
作为中子毒物的短寿命裂变产物的积累称为反应堆中毒或氙中毒。稳定或长寿命中子毒物的积累称为反应堆结渣。

## 裂变产物衰变和消耗
常见的裂变产物之一135 Te 经历半衰期为 19 秒的β 衰变变为135 I 。 135 I 本身就是弱中子吸收剂。它以与裂变速率或热功率成正比的速率在反应堆中积累。 135 I 经历半衰期为 6.57 小时的 β 衰变为Xe-135。铀直接裂变产物中135 Xe约占6.3%；大约 95% 的135 Xe 来自135 I 的衰变。
135 Xe 是已知最强大的中子吸收剂，热中子截面为 2.6×10 6 barns, 所以它就像一种“毒药”，可以减缓或停止链式反应。这是在曼哈顿计划建造的最早用于生产钚的核反应堆中发现的。因此，设计者在设计中采取措施增加了反应堆反应性（每次裂变中产生的能引起下一次核裂变的中子数量） 来避免氙-135积累造成的停堆。 135 Xe引起的反应堆中毒现象在切尔诺贝利灾难中扮演了重要角色。 
通过中子俘获， 135 Xe 被转化（“燃烧”）为136 Xe ，后者实际上稳定并且不会显着吸收中子。
消耗率与中子通量成正比，中子通量与反应堆功率成正比；以两倍功率运行的反应堆将具有两倍的氙-135燃烧率。产生率也与反应堆功率成正比，但由于135 I 的半衰期，这个速度取决于过去几个小时的平均功率。
因此，以恒定功率长期运行的反应堆具有稳定的氙135稳态平衡浓度，但当降低反应堆功率时， 135 Xe 浓度可以增加到足以停堆的程度。此时没有足够的中子来抵消135 Xe 对它们的吸收，也没有核反应产生氙-135，反应堆必须保持停堆状态 1-2 天，直到足够多的135 Xe 衰变掉为止。
135 Xe经β-衰变至135 Cs的半衰期为 9.2 小时；中毒的堆芯会在几个半衰期后自发恢复。停堆大约 3 天后，假设堆芯不含135 Xe也不会在反应性计算中引入误差。 
反应堆在这种状态下无法重新启动，称为掉入碘坑；这种情况的持续时间称为中毒中断或碘坑深度。

### 氙-135 振荡
135 Xe 浓度和中子通量的相互影响可导致周期性的核反应功率波动。在大型反应堆中，不同区域之间的中子通量几乎互不影响，通量的不均匀性会导致氙振荡：即反应堆不同区域的功率以大约 15 小时的周期震荡。中子通量的局部变化导致135 Xe 的燃耗和135 I 的产生， 135 Xe 浓度的减少增加了该区域的反应性，局部功率密度可以改变三倍以上，而反应堆的平均功率基本不变。强负反应性温度系数可衰减这种振荡，是有利的反应堆设计特征。 

### 碘坑的表现

反应堆关闭后^{135} Xe 浓度(1)和反应堆反应性(2)的发展。 （直到停机，中子通量为φ = 1018 neutrons/m^{2}s 。)

## 设计注意事项
如果有足够的反应性控制能力，反应堆可以重新启动，但必须仔细关注氙135燃耗的瞬态过程。当控制棒被抽出，反应堆达到临界时，中子通量增加许多数量级并且135 Xe 开始吸收中子并转变为136 Xe，反应堆燃耗掉了中子毒物。这个过程中反应性会增加，必须逐渐重新插入控制棒，否则反应堆功率会增加。这种瞬态过程的时间常数取决于反应堆设计、过去几天反应堆的功率水平历史（因此存在135 Xe 和135 I 浓度）以及新的功率设置。对于从 50% 功率到 100% 功率的典型步进， 135 Xe 浓度下降需要约 3 小时。 
第一次核反应堆135 Xe 中毒发生在 1944 年 9 月 28 日，地点是汉福德场址的 100-B 堆。反应堆 B 是杜邦公司作为曼哈顿计划的一部分建造的钚生产反应堆。该反应堆于 1944 年 9 月 27 日启动，但不久之后功率意外下降，导致 9 月 28 日晚上完全停堆。第二天早上，反应自行重启。当时为杜邦公司工作的物理学家约翰·阿奇博尔德·惠勒(John Archibald Wheeler) 和恩里科·费米 ( Enrico Fermi ) 能够确定中子通量的下降和随后的停堆是由反应堆中135 Xe 的积累引起的。幸运的是，反应堆建有备用燃料通道可以用于提高反应堆的运行功率，从而提高累积的135 Xe 的燃耗率。 
具有大物理尺寸的反应堆，例如RBMK型，堆芯可能产生显着的氙浓度不均匀性。控制这种非均匀中毒的堆芯，尤其是在低功率下，是一个具有挑战性的问题。切尔诺贝利灾难发生在从非均匀中毒状态恢复4号堆 之后。反应堆功率在准备测试时显着减少，准备随后按计划关闭。就在测试之前，由于低功率下的低燃耗率导致135 Xe 的积累，功率直线下降。操作员撤回了大部分控制棒，试图恢复功率。操作员不知道的是，这些和其他行为使反应堆处于暴露于中子功率和蒸汽产生反馈回路的状态。一个有缺陷的停堆系统随后导致功率突增，导致 4 号反应堆爆炸和毁坏。
反应堆设计必须考虑碘坑效应。高功率密度导致裂变产物的高生产率并因此导致更高的碘浓度，需要用于补偿的核燃料的量和浓度更高。如果没有这种反应储备，反应堆关闭将阻止其重新启动数十小时，直到135 I/ 135 Xe 充分衰变，特别是在用新鲜燃料更换乏燃料（具有高燃耗和累积的核毒物）之前不久。
流体燃料反应堆不会产生氙的不均匀性，因为燃料可以自由混合。此外，熔盐反应堆实验表明，在再循环过程中将液体燃料作为液滴喷射通过气体空间可以使氙气和氪气离开燃料盐。从中子暴露中去除135 Xe 也意味着反应堆将产生更多的长寿命裂变产物135 Cs 。